# François Dégerine
François Dégerine (31 maart 1870 - 26 maart 1948) was een Zwitsers rugby- en voetbalspeler, voetbalcoach, journalist en redacteur.

## Biografie
Dégerine was eerst kapitein van het rugbyteam van Servette maar ging bij de oprichting van de voetbalploeg van Servette voetbal spelen die mede onder zijn impuls was opgericht in 1900.
In 1897 gaf de Zwitserse voetbalbond, die slechts twee jaar oud was, aan dat de financiële situatie van de clubs niet stabiel genoeg was om een kampioenschap te organiseren. Met de hulp van hoofdredacteur Aimé Schwob van een nieuw tweewekelijks tijdschrift genaamd La Suisse Sportive, nam Dégerine vervolgens in 1897 de organisatie van het eerste Zwitserse voetbalkampioenschap op zich. De krant nodigde geïnteresseerde clubs uit, vond een sponsor en zette een beker aan de lijn. Hoewel dit eerste kampioenschap onofficieel was, omdat nog niet alle teams lid waren van de SBA, erkende de SBA wel de overwinning van de Grasshopper Club Zürich als de eerste kampioen.
In 1902 stonden Aimé Schwob en Dégerine ook aan de wieg van de oprichting van de Geneefse Kantonnale Voetbalbond. In 1904 werd Dégerine redacteur van een nieuw sporttijdschrift, Sport Suisse. Van 1908 tot 1909 nam hij samen met Emil Hasler de leiding over het nationale team voor 4 wedstrijden. Ondanks 3 nederlagen won Zwitserland op 5 april 1908 onder leiding van Dégerine zijn eerste overwinning in de geschiedenis tegen Duitsland.